# Ђовани Ариђи
Ђовани Ариђи (7. јул 1937 – 18. јун 2009) је био италијански научник политичке економије и социологије, а од 1998. професор социологије на Универзитету Џонс Хопкинс. Његов рад је преведен на више од петнаест језика.

## Биографија
Аpиђи је рођен у Италији 1937. Дипломирао је економију на Боцони Универзитету 1960. Ариђи је почео своју каријеру наставе на Универзитетском колеџу у Родезији (сада Зимбабвеу) и касније на Универзитетском колеџу у Дар ес Саламу у Танзанији. Током овог периода је развио аргументе о томе како понуда радне снаге и отпорност рада утиче на развој колонијализма и национално либералног радова. Тамо је срео Имануела Волерстина, касније сарадника на великом броју истраживачких пројеката. По повратку у Италију 1969. године, Ариђи и други формирали су "Групо Грамши" 1971. Године 1979. Архиђи је спојио Волерстин и Теренс Хопкинса као професора социологије на Фернан Бродел Центра за проучавање економије, историјских система, и цивилизације на СУНИ Бингхамтон-у. Било је то време кад је Фернан Бродел центар је постао познат као главни центар анализе светских система, привлачење научника из целог света.
Његово најпознатије дело је трилогија о пореклу и трансформацијма глобалног капитализма, која је почела 1994. године са књигом која је реинтерпретација еволуције капитализма, Дуги двадесети век: новац, моћ и порекло нашег времена. Књига је клацик, објављена на најмање десет језика. Ђовани је завршио друго издање „Дуги двадесети век“ 2009. Године 1999, објавио је хаос и управљање у савременом свету система са Беверли Силвер, а 2007. године објавио „Адама Смита“ у Пекингу: сој двадесет првог века, у поређењу Западна и Источна Азија, економски развој и истраживање Кине и успон као економски светске силе.
Иако је на много начина интелектуално сличан са Имануелом Валерстеином, Ариђи тежи томе да ће доћи до веће смене у економској моћи у Источној Азији. Он је такође нагласио да је дужник Адама Смита, Макса Вебера, Карла Маркса, Антониа Грамшиа, Карла Полањија и Јозефа Шумпетера.
Ариђии је умро у свом дому у Балтимору 18. јуна 2009. Откривен му је рак у јулу 2008. године спашен од стране његове супруге и партнера у стипендији, професор Беверли Голд, као и његовог сина Андреа Ариђи-а.
Ретроспективан интервју од стране Дејвида Харвија на његовој интелектуалној путањи, „Кривудавим стазама капитала“, објављен је у март у/ априлу 2009. као нова ревија левице.

## Послови
Монографије
- 1967 Политичка економија Родезији
- 1973 Есеји о политичкој економији Африке
- 1978 Геометрија империјализма
- 1982 Динамика глобалне кризи
- 1985 Семиперипхерал развој:Политика јужне Европе у двадесетом веку
- 1989 антисистемским покретима
- 1990 Трансформација револуцие: друштвени покрети и светском систему
- 1994 Двадесети век: новац, моч и Порекло нашег времена
- 1999 Хаос и управљање у савременом свету система
- 2003 Препород Источне Азије: 500, 150 и 50 година перспективе
- 2007 Адам Смит у Пекингу: врста двадесет првог века[1]

Часопис чланци и поглавља у књигама од 2001. године
- "Радници Севера и Југа" (са БЈ Силвер) у Ц. Леис и Л. Паницх, Социјалистички Регистар 2001. Лондон уредници:. Будите Мерлин Пресс, 2000. Пренето (скраћено) у Л. Амооре, Лондон-Њујорк: Роутледе, 2005.
- "Бродел, Капитализам и нова економска социологија", преглед, ХХIV, 1, 2001.
- "Капиталистички развој у Светској-историјској перспективи", (са Јасон В. Муре). У Р. Албритон, М. ИТОХ, Р. Вестра, А. Зуеге, (ур.), Фазе развоја капитализма: Гране, криза и глобализација. Лондон: Мацмиллан, 2001.
- "Капитализам и Светски НЕ, (ред)" (с БЈ Силвер), Ревија Интернационалних студија, XXVII, 2001.
- "Глобални капитализм и упорности поделе север-југ", науку и друштво, LXIV, 4, 2001.
- "Афричка криза: светски системски и регионални аспекти". Нова ревија Левице Мај-јун 2002.
- "Сој Империје". Историјски материјализам 10, 3, 2002. Прештампано у Г. Балакрисхан. Лондон и Њујорк: Версо, 2003.
- "Индустријска Конвергенција, Глобализација и упорности Север-Југ Поделе".
- "Одговор".
- "Друштвена и политичка економија глобалное турбуленције". Ревија нове Левице. Март-април 2003.
- "Kindai Sekai Shisutem no Keisei to Henyou ni okeru Hegemonii Kokka no Yakuwari" ("Улога хегемонијске држава у формирању и трансформацијама модерног светског система"). У Т. Матсуда и С. Акита, ур., Хегемонии Кока да Секаи Схисутем (Хегемониц државе и модерног светског система). Токио: Иамакава, 2002.
- "Историјски Капитализам Исток и Запад" (са ПК Хуи, Х. Хунг, и М. Селден). У Г. Арригхијем, Т. Хамасхита и М. Селден, ЕДС, оживљавање источне Азије:. 500, 150 и 50 година перспективе. Лондон-Њујорк: Роутледге, 2003.
- "Глобалне неједнакости и Легат зависности теорије". Радикална Филозофија Преглед 5: 1-2 (2002/2003).
- "Полании је" Дупли покрет '(са БЈ Силвер). Политика и друштво 31: 2 (2003).
- "Il lungo XX secolo. Una replica".Contemporanea 6: 4 (2003).
- "Poza hegemoniami zachodnimi" (са И. Ахмед и М. Схих). Лева Нога 15 (2003).[2]